# Liste der Biografien/Ma
Liste der Biografien |
Portal Biografien |
Personensuche
# |
A |
B |
C |
D |
E |
F |
G |
H |
I |
J |
K |
L |
M |
N |
O |
P |
Q |
R |
S |
T |
U |
V |
W |
X |
Y |
Z |
?
 
Ma |
Mb |
Mc |
Md |
Me |
Mf |
Mg |
Mh |
Mi |
Mj |
Mk |
Ml |
Mm |
Mn |
Mo |
Mp |
Mq |
Mr |
Ms |
Mt |
Mu |
Mv |
Mw |
Mx |
My |
Mz
 
Maa |
Mab |
Mac |
Mad |
Mae |
Maf |
Mag |
Mah |
Mai |
Maj |
Mak |
Mal |
Mam |
Man |
Mao |
Map |
Maq |
Mar |
Mas |
Mat |
Mau |
Mav |
Maw |
Max |
May |
Maz
Die Liste der Biografien führt alle Personen auf, die in der deutschsprachigen Wikipedia einen Artikel haben. Dieses ist eine Teilliste mit 113 Einträgen von Personen, deren Namen mit den Buchstaben „Ma“ beginnt.

## Ma
- Ma (40–79), chinesische Kaiserin der Han-Dynastie
- Mā' al-ʿAinain al-Qalqamī (1830–1910), Führer einer islamischen Bruderschaft
- Ma Bufang (1903–1975), chinesischer WarlordMa Bufang (1903–1975)

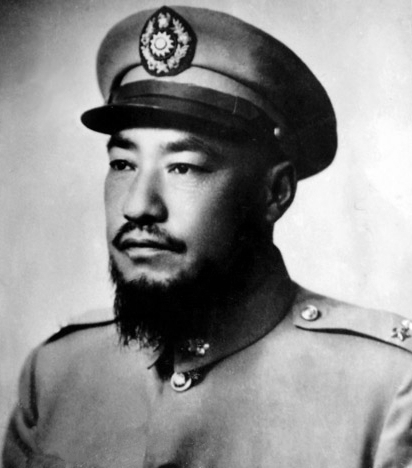
Ma Bufang (1903–1975)

- Ma Changqing (1936–2018), chinesischer Imam in Xining
- Ma Chao (176–222), Sohn von Ma Teng und einer der Fünf Tigergeneräle der Shu Han unter Liu Bei
- Ma Chökyi Sherab (* 1055), Vertreter der Shiche-Schule
- Ma Cunguo, Paul (* 1971), chinesischer katholischer Bischof
- Ma Dexin (1794–1874), chinesischer Gelehrter des Islam und Religionsführer
- Ma Duanlin (1245–1322), chinesischer Geschichtsschreiber und Enzyklopädist
- Ma Hao (* 1998), chinesischer Radrennfahrer
- Ma Jian, Muhammad (1906–1978), chinesischer muslimischer Gelehrter, Übersetzer und Pädagoge
- Ma Jianchun (* 1962), chinesischer Diplomat
- Ma Jinpeng (1913–2001), chinesischer Islamgelehrter, Koranübersetzer und Hochschullehrer
- Ma Jun († 265), chinesischer Mechanik-Ingenieur und Regierungsbeamter
- Ma Li (* 1969), chinesische Fußballspielerin
- Ma Liang († 222), chinesischer kaiserlicher Ratgeber
- Ma Rong (79–166), chinesischer Gelehrter, Literat und Kommentator aus der Zeit der Östlichen Han-Dynastie
- Ma Songting (1895–1992), chinesischer islamischer Religionsgelehrter
- Ma Wei (* 1990), chinesische Biathletin
- Ma Wen (* 1948), chinesische Politikerin (Volksrepublik China), Ministerin für Disziplinaraufsicht
- Ma Wenge (* 1968), chinesischer Tischtennisspieler
- Ma Yansong (* 1975), chinesischer Architekt
- Ma Yibo (* 1980), chinesische Hockeyspielerin
- Ma Yinglin, Joseph (* 1965), chinesischer Bischof der Chinesischen Katholisch-Patriotischen Vereinigung (KPV)
- Ma Yuan (1160–1225), chinesischer Maler
- Ma Zhenzhao (* 1998), chinesische Judoka
- Ma Zhong, General der chinesischen Wu-Dynastie zur Zeit der Drei Reiche
- Ma Zhong, General des chinesischen Staates Shu Han zur Zeit der Drei Reiche
- Ma Zhongmu, Joseph (1919–2020), mongolisch-chinesischer Geistlicher, Bischof von Yinchuan
- Ma Zhu (1640–1711), hui-chinesischer Islamgelehrter
- Ma, Alex (* 1978), taiwanischer Softwareentwickler
- Ma, Ashleigh Ying Wen (* 2003), chinesische Sprinterin (Hongkong)
- Ma, Boyong (* 1980), chinesischer Schriftsteller, Kolumnist und Blogger
- Ma, Che Kong (* 1974), hongkong-chinesischer Badmintonspieler
- Ma, Dai, chinesischer General
- Ma, Dipa (1911–1989), indische buddhistische Meditationslehrerin
- Ma, Dong-seok (* 1971), amerikanisch-südkoreanischer Schauspieler
- Ma, Fiona (* 1966), US-amerikanische Politikerin (Demokraten)
- Ma, Haide (1910–1988), chinesischer Arzt libanesisch-US-amerikanischer Abstammung
- Ma, Haijun (* 1985), chinesischer Radrennfahrer
- Ma, Hailong (* 2003), chinesischer Snookerspieler
- Ma, Hau-wei (* 1999), taiwanischer Kugelstoßer und Diskuswerfer
- Ma, Huan, muslimischer Admiral und Entdecker der chinesischen Ming-Dynastie
- Ma, Huateng (* 1971), chinesischer Unternehmer
- Ma, Jack (* 1964), chinesischer UnternehmerJack Ma (* 1964)

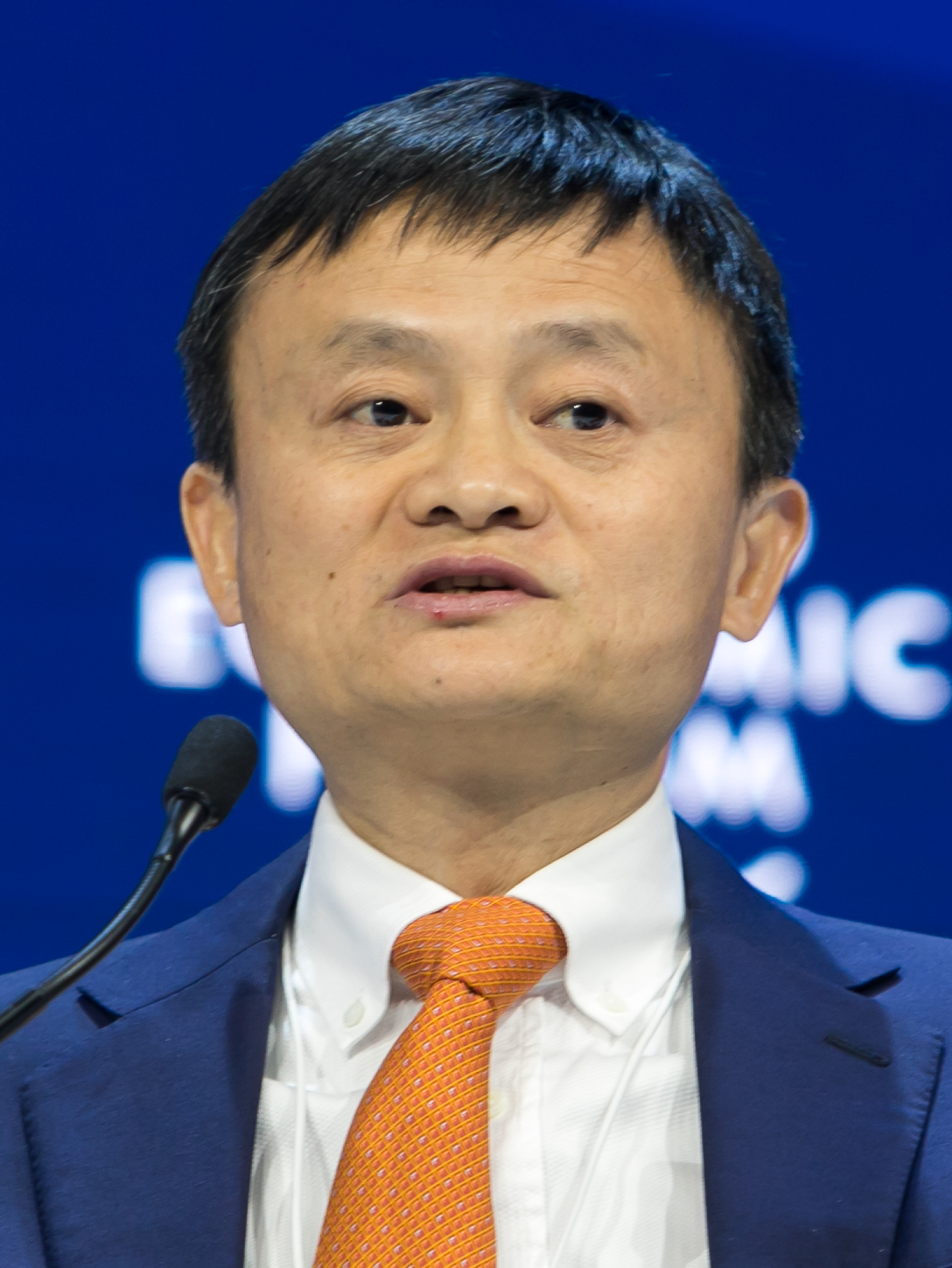
Jack Ma (* 1964)

- Ma, Jae-yoon (* 1987), südkoreanischer E-Sportler
- Ma, Jia (* 2002), chinesischer Hochspringer
- Ma, Jian (* 1953), chinesischer Autor
- Ma, Jiangbao (1941–2016), chinesisch-niederländischer Tai Chi-Meister
- Ma, Jimmy (* 1995), US-amerikanischer Eiskunstläufer
- Ma, Jin (* 1988), chinesische Badmintonspielerin
- Ma, Jingyi (* 1995), chinesische Curlerin
- Ma, Junren (* 1944), chinesischer Trainer
- Ma, Junyi (* 1996), chinesischer Mittelstreckenläufer
- Ma, Kai (* 1946), chinesischer Politiker, Mitglied des Politbüros und Vizepremier
- Ma, Kenneth (* 1974), chinesischer Schauspieler
- Ma, Kwang-soo (1951–2017), südkoreanischer Schriftsteller und Universitätsprofessor
- Ma, Liang (* 1984), chinesischer Hammerwerfer
- Ma, Lin (* 1980), chinesischer Tischtennisspieler
- Ma, Lin (* 1989), chinesischer körperbehinderter Tischtennisspieler
- Ma, Liuming (* 1969), chinesischer Maler
- Ma, Long (* 1988), chinesischer TischtennisspielerMa Long (* 1988)

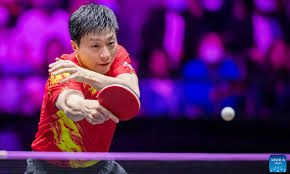
Ma Long (* 1988)

- Ma, Maggie (* 1982), kanadische Schauspielerin
- Ma, Maria (* 1975), österreichische Hackbrettistin
- Ma, Menglu (* 1997), chinesische Radsportlerin
- Ma, Mingxin (1719–1781), chinesischer Islamist, Jahriyya-Menhuan
- Mã, Minh Cẩm (* 1975), vietnamesischer Karambolagespieler
- Ma, Ning (* 1979), chinesischer Fußballschiedsrichter
- Ma, Philip (* 1963), hongkong-chinesischer Autorennfahrer
- Ma, Qinghua (* 1987), chinesischer Automobilrennfahrer
- Ma, Qinghua (* 1995), chinesische Skilangläuferin
- Ma, Qixi (1857–1914), hui-chinesischer Gründer einer chinesisch-islamischen Schulrichtung
- Ma, Qun (* 1994), chinesischer Speerwerfer
- Ma, Ruichen (1782–1853), chinesischer Philologe
- Ma, Sang-hoon (* 1991), südkoreanischer Fußballspieler
- Ma, Se-geon (* 1994), südkoreanischer Degenfechter
- Ma, Shujie (* 1942), chinesische Politikerin (Volksrepublik China)
- Ma, Sitson (1912–1987), chinesischer Violinvirtuose und Komponist
- Ma, Steven (* 1971), chinesischer Filmschauspieler und Sänger
- Ma, Su (190–228), Stratege der Shu Han zur Zeit der Drei Reiche im alten China
- Ma, Tao Li (* 1968), deutsche Synchron- und Hörbuchsprecherin asiatischer Herkunft
- Ma, Te (* 1994), chinesischer Tischtennisspieler
- Ma, Teng (156–212), chinesischer Offizier
- Ma, Thaddeus Daqin (* 1968), römisch-katholischer Bischof von Shanghai
- Ma, Tong (* 1929), huichinesischer Islamwissenschaftler
- Ma, Tong (* 1994), chinesische Skispringerin
- Ma, Tony (* 1957), US-amerikanischer Pokerspieler
- Ma, Tzi (* 1962), chinesisch-US-amerikanischer SchauspielerTzi Ma (* 1962)

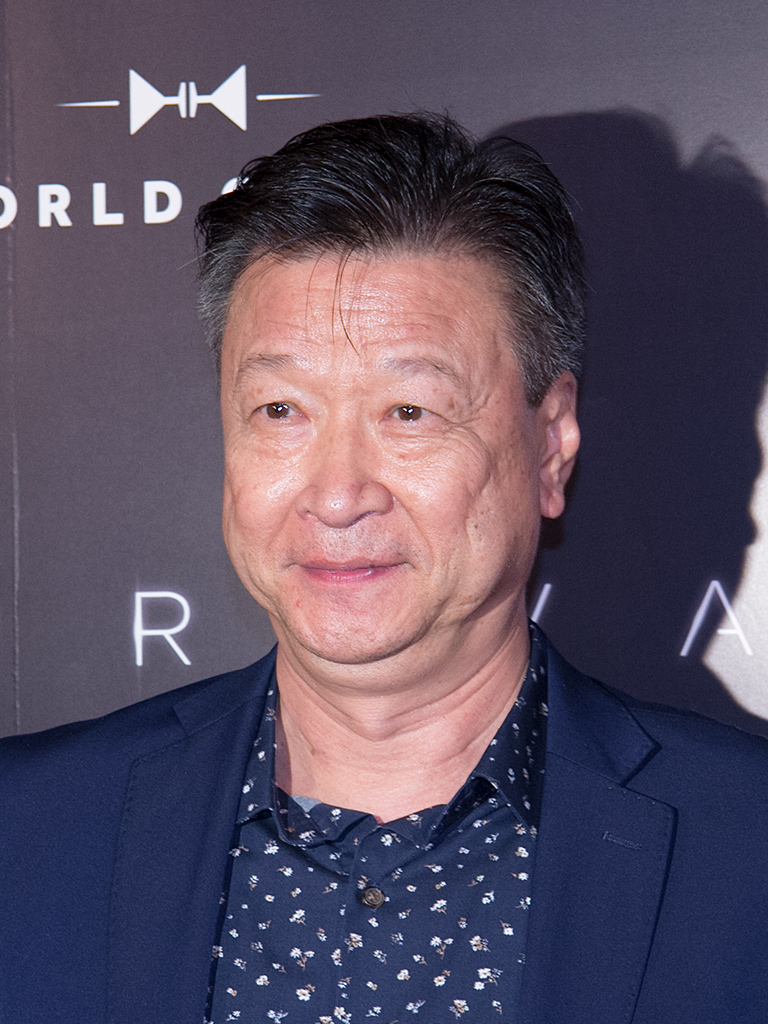
Tzi Ma (* 1962)

- Ma, Viro (* 1987), kambodschanischer Langstreckenläufer
- Ma, Wanfu (1849–1934), chinesischer Islamist
- Ma, Xiangjun (* 1964), chinesische Bogenschützin
- Ma, Xiaonan (* 1972), französisch-chinesischer Mathematiker
- Ma, Xiaowei (* 1959), chinesischer Politiker (Volksrepublik China)
- Ma, Xiaoxu (* 1988), chinesische Fußballspielerin
- Ma, Xingrui (* 1959), chinesischer Luftfahrtingenieur und Politiker
- Ma, Xiuzhen (* 2000), chinesische Langstreckenläuferin
- Ma, Xuejun (* 1985), chinesische Diskuswerferin
- Ma, Yanhong (* 1963), chinesische Turnerin
- Ma, Yexin (* 1999), chinesische Tennisspielerin
- Ma, Yinchu (1882–1982), chinesischer Ökonom
- Ma, Ying-jeou (* 1950), taiwanischer Politiker, Präsident Taiwans, Bürgermeister von Taipeh und Vorsitzender der Kuomintang
- Ma, Yo-Yo (* 1955), chinesisch-amerikanischer CellistYo-Yo Ma (* 1955)

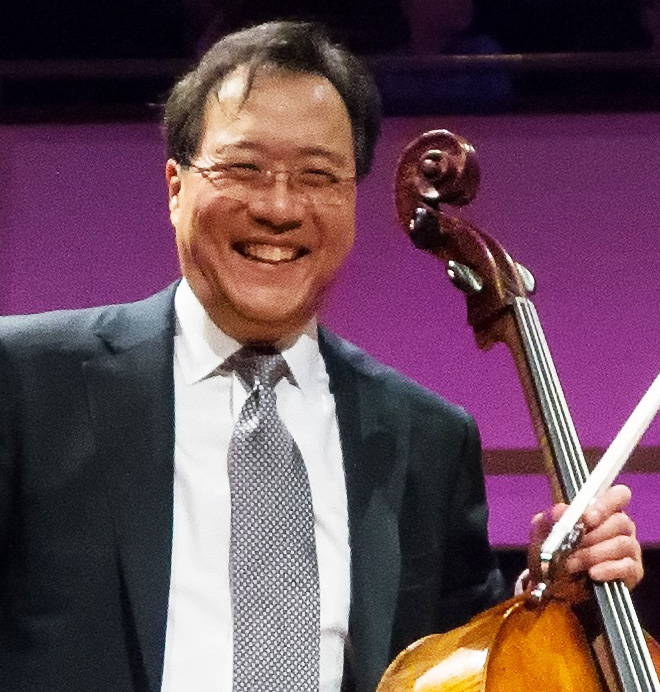
Yo-Yo Ma (* 1955)

- Ma, Yuan († 49), chinesischer General unter der Han-Dynastie
- Ma, Yue (* 1999), chinesische Kugelstoßerin
- Ma, Yunfeng (* 1983), chinesischer Shorttracker
- Ma, Yunwen (* 1986), chinesische Volleyballspielerin
- Ma, Zaijie, chinesische Langstreckenläuferin
- Ma, Zhanshan (1885–1950), chinesischer Offizier, zuletzt General
- Ma, Zhenxia (* 1998), chinesische Geherin
- Ma, Zhiyuan, chinesischer Dramatiker und Lyriker
- Ma, Zhongying, chinesischer Kriegsherr in der Republik China
- Ma, Zong († 823), chinesischer Gelehrter und Politiker
- Ma-Xu, Weibang (1905–1961), chinesischer Filmregisseur